# Sanna Nielsen
Sanna Viktoria Nielsen (ur. 27 listopada 1984 w Kristianstadzie) – szwedzka piosenkarka, kompozytorka i autorka tekstów.
Siedmiokrotna uczestniczka Melodifestivalen. Reprezentantka Szwecji w 59. Konkursie Piosenki Eurowizji (2014).

## Życiorys
Dorastała w małej miejscowości Edenryd. W 2001 ukończyła naukę w szkole średniej Heleneholmsgymnasiet w Malmö.
W dzieciństwie brała udział w wielu konkursach dla młodych talentów. W 1994, w wieku 10 lat wygrała festiwal muzyczny w Kallinge, wykonując utwór „Can You Feel the Love Tonight” Eltona Johna. W latach 1995–1996 występowała w zespole tanecznym Mats Elmes. W 1996 wydała swój debiutancki singel „Till en fågel”, z którym dotarła do 46. miejsca listy przebojów w Szwecji. Utworem promowała swój pierwszy album pt. Silvertoner, który dotarł do 55. miejsca listy sprzedaży w Szwecji. Do końca dekady wydała jeszcze jeden album świąteczny pt. Min önskejul (1997) i singel „Time to Say Goodbye” (1999), a także użyczyła głosu tytułowej bohaterce w szwedzkiej wersji językowej filmu Alicja w Krainie Czarów (1998).
W 2001 z utworem „I går, i dag” zajęła trzecie miejsce w finale Melodifestivalen, programu wyłaniającego reprezentanta Szwecji w Konkursie Piosenki Eurowizji. Z konkursową piosenką dotarła do 32. miejsca listy przebojów w Szwecji. W lipcu 2001 zaśpiewała na przyjęciu urodzinowym księżniczki Wiktorii, a w grudniu wyruszyła w świąteczną trasę koncertową z Christerem Sjögrenem, Stenem Nilssonem i Charlotte Nilsson. Wiosną 2002 odebrała nagrodę Ulla Billqvist-stipendiet, a w lipcu wyróżniono ją Birgit Nilssons stipendium. Również w 2002 koncertowała z Rogerem Pontarem oraz zagrała serię koncertów świątecznych z Kalle Moraeusem i Tito Beltránem.
W 2003 zajęła piąte miejsce w finale programu Melodifestivalen, a z konkursową piosenką „Hela världen för mig” dotarła do 35. miejsca listy najlepiej sprzedających się singli w Szwecji. W tym samym roku otrzymała nagrodę Årets skåning. W 2003 i 2004 ponownie odbyła świąteczne trasy koncertowe po kraju. W 2005 ponownie uczestniczyła w Melodifestivalen, tym razem z piosenką „Du och jag mot världen” nagraną w duecie z Fredrikem Kempem zajęła ósme miejsce w finale programu. Z piosenką dotarli do 20. miejsca listy przebojów w Szwecji.
W lutym 2006 wydała trzeci album studyjny pt. Nära mej, nära dej, z którym dotarła do 12. miejsca szwedzkiej listy sprzedaży. W 2007 z utworem „Vågar du, vågar jag” zajęła siódme miejsce w finale Melodifestivalen. Po selekcjach utwór trafił na 10. miejsce szwedzkiej listy najlepiej sprzedających się singli. W marcu wydała album kompilacyjny pt. Sanna 11-22, na którym umieściła utwory nagrane przez nią między 11. a 22. rokiem życia; składanka dotarła do 19. miejsca listy sprzedaży w Szwecji. Od lipca do sierpnia odbyła trasę koncertową Sommar, Sommar, Sommar z Shirley Clamp i Sonją Aldén.

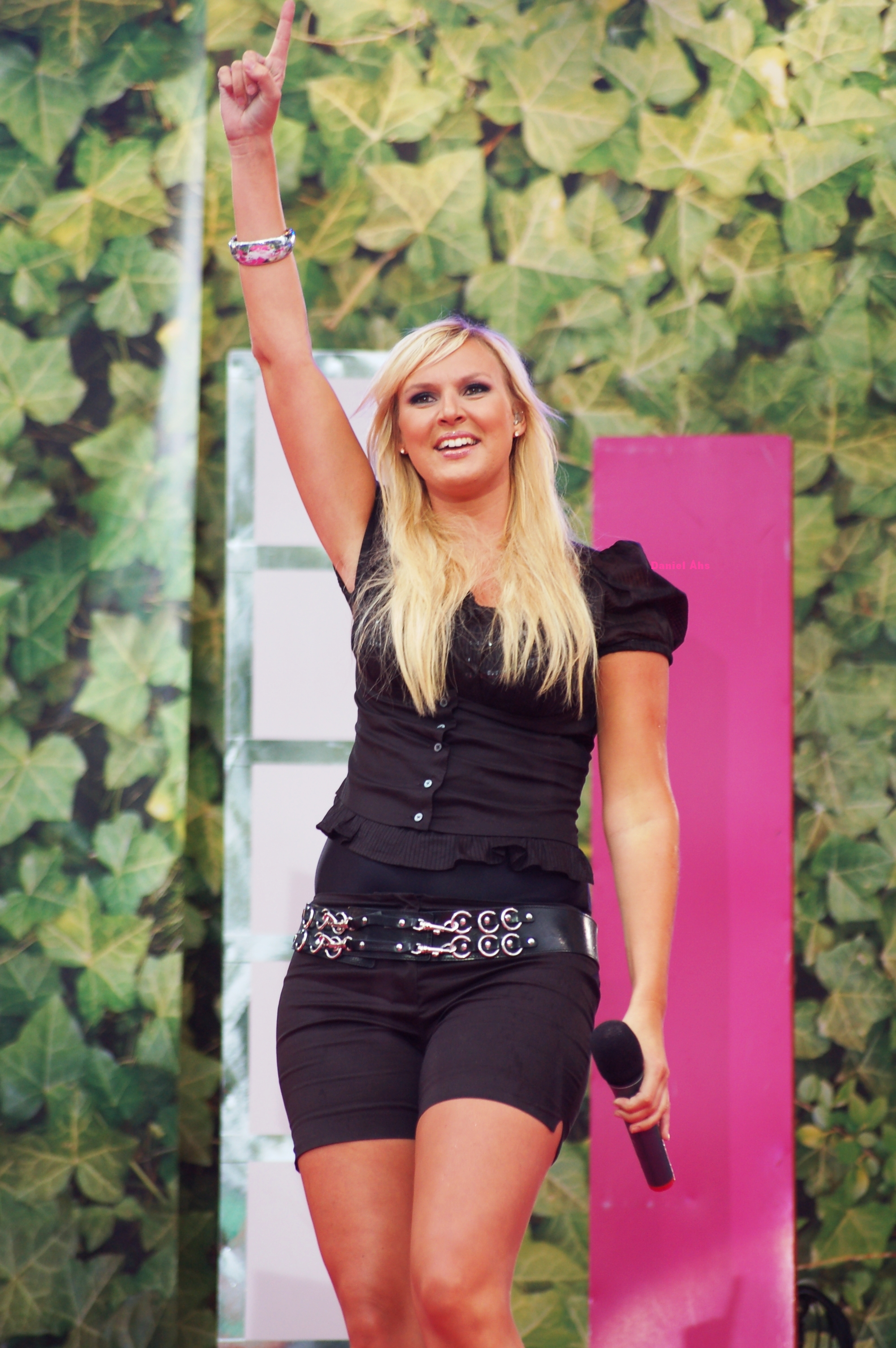
Nielsen podczas koncertu w Gröna Lund, 2008

W 2008 z utworem „Empty Room” zajęła drugie miejsce w programie Melodifestivalen 2008, przegrywając jedynie z Charlotte Perrelli. Po finale Melodifestivalen z utworem „Empty Room” dotarła do drugiego miejsca szwedzkiej listy przebojów, a za wysoką sprzedaż singla odebrała platynową płytę. W kwietniu wydała album pt. Stronger, na którym umieściła utwory nagrane wyłącznie w języku angielskim. Z płytą trafiła na pierwsze miejsce listy sprzedaży w Szwecji i odebrała złotą płytę. W czerwcu otrzymała nagrodę Årets lidingöbo, a pod koniec roku wydała drugi album świąteczny pt. Our Christmas, który nagrała z Shirley Clamp i Sonją Aldén, i który dotarł do pierwszego miejsca na szwedzkiej liście sprzedaży i zapewnił grupie certyfikat platynowej płyty. W grudniu telewizja SVT wyemitowała dokument o Nielsen, który przedstawił jej dotychczasowe starty w Melodifestivalen oraz archiwalne filmy i zdjęcia z okresu dzieciństwa. W lutym 2009 otrzymała nagrodę w kategorii Najlepsza szwedzka piosenka roku (za utwór „Empty Room”) na ceremonii Gaygalan 2009, uroczystości wręczenia nagród przyznawanych przez czasopismo „QX”, skierowane dla społeczności LGBT.

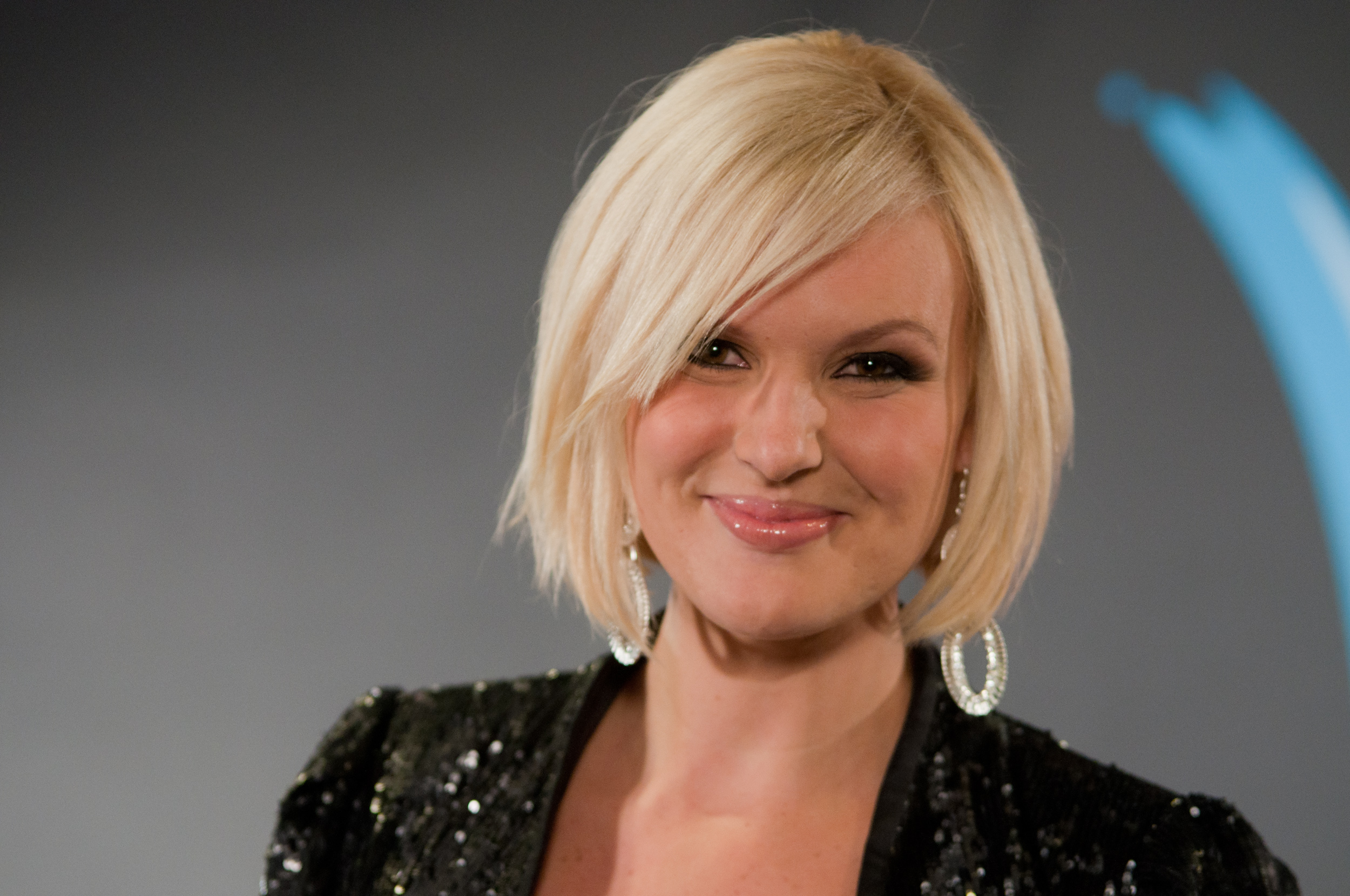
Nielsen na konferencji prasowej przed Melodifestivalen 2011, listopad 2010

Pod koniec 2010 ponownie nawiązała współpracę z Shirley Clamp i Sonją Aldén, z którymi nagrała album świąteczny pt. Vår jul. Płyta dotarła do 6. miejsca na liście sprzedaży w Szwecji i zdobyła certyfikat złotej płyty. W 2011 z piosenką „I’m in Love” zajęła w nim czwarte miejsce w finale Melodifestivalen, a po udziale w programie jej utwór dotarł do 32. miejsca listy przebojów. W marcu wydała album studyjny, również zatytułowany I’m in Love, z którym dotarła do trzeciego miejsca listy najlepiej sprzedających się albumów w Szwecji. Również w 2011 nagrała piosenkę „Nils Holgersson” na potrzeby ścieżki dźwiękowej do serialu Nils Holgerssons underbara resa.
W listopadzie 2012 wydała album pt. Vinternatten, z którym dotarła do piątego miejsca listy sprzedaży w Szwecji. Pod koniec 2013 wydała kolejny album świąteczny pt. Min jul, za który uzyskała status platynowej płyty. W 2014 z utworem „Undo” zwyciężyła w finale Melodifestivalen 2014, dzięki czemu została reprezentantką Szwecji w 59. Konkursie Piosenki Eurowizji organizowanym w Danii. Po Melodifestivalen dotarła z utworem do drugiego miejsca listy przebojów w Szwecji i odebrała złotą płytę za sprzedaż singla. Przed finałem Eurowizji była jedną z głównych faworytek do zwycięstwa w konkursie, ostatecznie zajęła trzecie miejsce. 30 czerwca 2014 wydała album pt. 7, z którym dotarła do pierwszego miejsca na liście sprzedaży w Szwecji.
W 2015 współprowadziła z Robinem Paulssonem program Melodifestivalen 2015 oraz była jedną z komentatorek 60. Konkursu Piosenki Eurowizji dla SVT. W 2016 prowadziła coroczny program Allsång på Skansen.

## Życie prywatne
W 2006 zaręczyła się z Gudmundem Ingwallem w Las Vegas, jednak dwa lata później para się rozstała. Następnie związała się z Joakimem Ramsellem, z którym mieszka w sztokholmskiej dzielnicy Årsta.

## Dyskografia
- Silvertoner (1996)
- Min önskejul (1997)
- Nära mej, nära dej (2006)
- Stronger (2008)
- Our Christmas (oraz Shirley Clamp i Sonja Aldén; 2008)
- Vår jul (oraz Shirley Clamp i Sonja Aldén; 2010)
- I’m in Love (2011)
- Vinternatten (2012)
- Min jul (2013)
- 7 (2014)

## Nagrody i nominacje
| Rok  | Nagroda                    | Kategoria                                       | Rezultat  |
| ---- | -------------------------- | ----------------------------------------------- | --------- |
| 2002 | Ulla Billqvist-stipendiet  | –                                               | Wygrana   |
| 2002 | Birgit Nilssons stipendium | –                                               | Wygrana   |
| 2003 | Årets skåning              | –                                               | Wygrana   |
| 2008 | Årets lidingöbo            | –                                               | Wygrana   |
| 2009 | Gaygalan                   | Najlepsza szwedzka piosenka roku („Empty Room”) | Wygrana   |
| 2014 | Rockbjörnen                | Najlepsza piosenkarka na żywo                   | Nominacja |
| 2015 | Gaygalan                   | Najlepsza szwedzka piosenka roku („Undo”)       | Nominacja |
| 2015 | Grammis                    | Piosenka roku („Undo”)                          | Nominacja |
| 2016 | Gaygalan                   | Gwiazda telewizyjna roku                        | Nominacja |